# Helmut Jahn (calciatore)
Helmut Jahn (20 ottobre 1917 – 25 marzo 1986) è stato un calciatore tedesco, di ruolo portiere.